# Julia Loktev
Julia Loktev (* 12. Dezember 1969 in Leningrad) ist eine amerikanische Filmregisseurin und Videokünstlerin.

## Biographie
Als sie 9 Jahre alt war, emigrierte ihre Familie nach Colorado. Sie studierte zunächst an der McGill University in Montreal, danach ab 1996 an der New York University, wo sie ihren Film Moment of Impact 1998 als Abschlussarbeit einreichte. Darin dokumentiert sie den Alltag ihrer Eltern, der durch die schwere Behinderung des Vaters nach einem Autounfall im Jahr 1989 geprägt ist. Der Film gewann mehrere Preise auf diversen Filmfestivals im Jahr 1998, darunter den Regiepreis auf dem Sundance Film Festival, das Certificate of Merit auf dem San Francisco International Film Festival, den Dokumentarfilmpreis des Bayerischen Fernsehens auf dem Internationalen Dokumentarfilmfestival München und den Preis für die beste Dokumentation auf dem Internationalen Filmfestival Karlovy Vary.
Loktevs Video-Installationen fanden ebenfalls international Beachtung, darunter 2000 im P.S.1, 2002 im Haus der Kunst in München und 2004 in der Tate Modern.
Für ihren ersten Spielfilm, Zwei Tage Zwei Nächte (2006), der 48 Stunden aus dem Leben einer jungen Selbstmordattentäterin in New York City schildert, wurde Loktev mit mehreren Preisen ausgezeichnet. Auch The Loneliest Planet (2011) wurde für mehrere Preise nominiert, wie für den Gotham Award (als bester Film) oder bei den Independent Spirit Awards 2013 (beste Regie) und gewann unter anderem die „Goldene Tulpe“ beim Internationalen Istanbuler Film Festival 2012.

## Filmografie
- 1998: Der Aufprall (Moment of Impact)
- 2006: Zwei Tage Zwei Nächte (Day Night Day Night)
- 2011: The Loneliest Planet
- 2024: My Undesirable Friends: Part I – Last Air in Moscow